# Marillion
Marillion je britská rocková skupina založená v Aylesbury v Buckinghamshire roku 1979. Vzešla z post-punkové hudební scény v Británii a existovala jako most mezi styly punk rocku a klasického progresivního rocku. Stala se komerčně nejúspěšnější neo-prog kapelou 80. let.
Marillion vydali svůj debutový singl „Market Square Heroes“ v roce 1982, následovalo jejich první album Script for a Jester's Tear v roce 1983. Celkem vydali 20 studiových alb. Skupina dosáhla osmi Top 10 britských alb v letech 1983 až 1994, včetně alba číslo 1 v roce 1985 (Misplaced Childhood). Album také vydalo dva britské Top 10 singly „Kayleigh“ (č. 2) a „Lavender“ (č. 5), zatímco následující album, Clutching at Straws z roku 1987, obsahovalo další britský Top 10 singl „Incommunicado“ (č. 6). Clutching at Straws bylo poslední studiové album kapely s původním zpěvákem Fishem, který na konci roku 1988] odešel na sólovou dráhu. Celkem během Fishovy éry Marillion zaznamenali 11 Top 40 hitů v UK Singles Chart. "Kayleigh" také vstoupil do Billboard Hot 100 ve Spojených státech.
Na začátku roku 1989 Marillion oznámili jako svého nového hlavního zpěváka Steva Hogartha. První album s ním, Season's End, bylo dalším hitem v Top 10 a alba pokračovala v žebříčcích až do jejich odchodu z EMI Records po vydání jejich živého alba Made Again z roku 1996 a ztrátě popularity hlavního proudu kapely na konci devadesátých let. Kromě oživení v prvínm desetiletí 21. století jsou v podstatě kultovní kapelou. Od příchodu Hogartha dosáhli Marillion dalších 12 Top 40 hitových singlů ve Velké Británii, včetně „You're Gone“ z roku 2004 z alba Marbles, které se umístilo na 7. místě a je největším hitem Hogarthovy éry. V roce 2016 je album Fuck Everyone and Run (F E A R) vrátilo do UK Albums Chart Top 10 poprvé od dob alba Brave z roku 1994. Jejich nejnovější album, 2022's An Hour Before It's Dark, vstoupilo do UK Albums Chart na č. 2, což je jejich nejvyšší umístění v žebříčku od Clutching at Straws v roce 1987. Marillion pokračují v mezinárodních turné a v roce 2008 se umístili na 38. místě v žebříčku „50 nejlepších živých kapel všech dob“ časopisu Classic Rock.
Navzdory nepopulárnosti v mainstreamových médiích a trvale nemodernímu postavení v britském hudebním průmyslu si Marillion udrželi velmi loajální mezinárodní fanouškovskou základnu a stali se široce uznávanými jako průkopníci ve vývoji crowdfundingu a hudby financované fanoušky. Celosvětově prodali přes 15 milionů alb.

## Diskografie

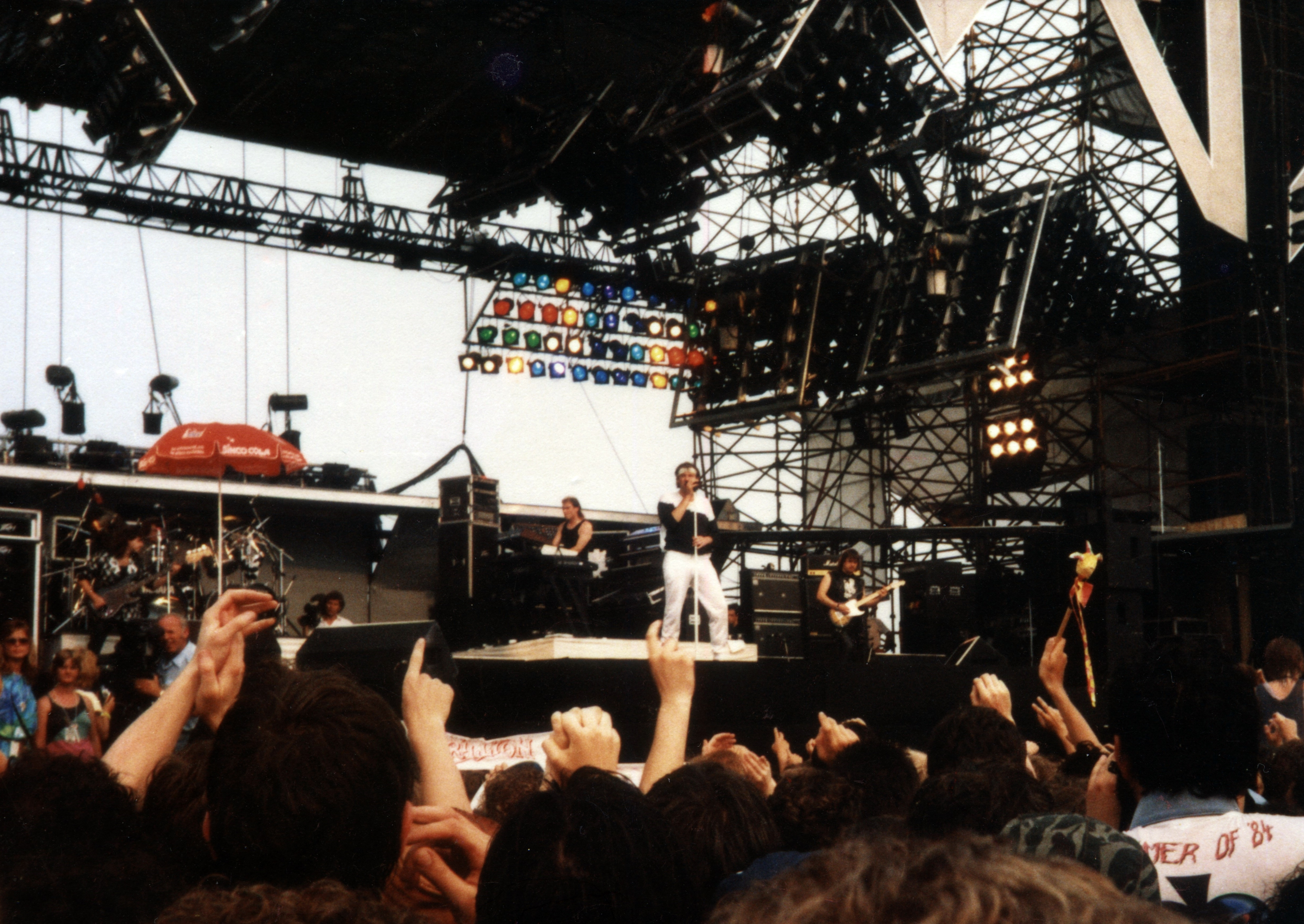
Marillion s Fishem v roce 1986

### Studiová alba
- Script for a Jester's Tear (1983)
- Fugazi (1984)
- Misplaced Childhood (1985)
- Clutching at Straws (1987)
- Season's End (1989)
- Holidays in Eden (1991)
- Brave (1994)
- Afraid of Sunlight (1995)
- This Strange Engine (1997)
- Radiation (1998)
- marillion.com (1999)
- Anoraknophobia (2001)
- Marbles (2004)
- Somewhere Else (2007)
- Happiness Is the Road (2008) – TBR
- Less Is More (2009) (akustické studiové album)
- Sounds That Can't Be Made (2012)
- Fuck Everyone and Run (F E A R) (2016)
- With Friends from the Orchestra (2019)
- An Hour Before It's Dark (2022)

### Kompilace
- Brief Encounter (USA Mini LP, 1986)
- B'Sides Themselves (1988)
- From Stoke Row to Ipanema (1990)
- A Singles Collection (US version: Six of One, Half-Dozen of the Other) (1992)
- Marillion Music Collection (Italy, 1993)
- Kayleigh (The Netherlands, 1996)
- Essential Collection (United Kingdom, 1996)
- The Best of Marillion (Russia, 1996)
- The Best of Both Worlds (1997)
- Real to Reel a Brief Encounter reedice jako double CD set (1997)
- Kayleigh: The Essential Collection (United Kingdom, 1998)
- The Singles '82-88' (Box s 12 CD-singly obsahující všechny UK singly) (2000)
- The Singles '89-95' (Box s 12 CD-singly obsahující všechny UK singly) (2002)
- Warm Wet Circles (Holandsko, 2003)

### Singly
- Market Square Heroes (October 1982)
- He Knows You Know (January 1983) #35 UK
- Garden Party (June 1983) #16 UK
- Punch And Judy (January 1984) #29 UK
- Assassing (April 1984) #22 UK
- Kayleigh (May 1985) #2 UK (UK sales 200000 – Silver), #74 US, #14 US Mainstream Rock, #16 Holland
- Lavender (August 1985) #5 UK
- Heart Of Lothian (November 1985) #29 UK
- Lady Nina (April 1986), #30 US Mainstream Rock
- Garden Party [Live] (July 1986)
- Incommunicado (May 1987) #6 UK, #24 US Mainstream Rock, #31 Holland
- Sugar Mice (July 1987) #22 UK
- Warm Wet Circles (October 1987) #22 UK
- Freaks [Live] (November 1988) #24 UK
- Hooks In You (August 1989) #30 UK
- The Uninvited Guest (November 1989)
- Easter (March 1990) #34 UK
- Cover My Eyes (Pain & Heaven) (May 1991) #34 UK, #13 Holland
- No One Can (July 1991) #33 UK
- Dry Land (September 1991) #34 UK
- Sympathy (May 1992) #17 UK, #25 Holland
- No One Can [Reissue] (July 1993) #26 UK
- The Great Escape [Spiral Remake] (January 1994) #38 Holland
- The Hollow Man (March 1994) #30 UK
- Alone Again In The Lap Of Luxury (April 1994)
- Beautiful (May 1995) #29 UK, #46 Holland
- Man Of A Thousand Faces (May 1997)
- Eighty Days (September 1997)
- These Chains (September 1998)
- Between You & Me / Map Of The World (September 2001)
- You're Gone (April 2004) #7 UK, #24 Holland
- Don't Hurt Yourself (July 2004) #16 UK
- The Damage [Live] [Digital Single Only] (October 2004)
- See It Like A Baby [Digital Single Only] (March 2007) #45 UK
- Thank You Whoever You Are / Most Toys (June 2007) #15 UK, #6 Holland

### Koncertní alba
- Real to Reel (1984) (UK sales 100,000 Gold)
- The Thieving Magpie (2 CDs, 1988) (UK sales 100,000 Gold)
- Made Again (1996)
- Anorak in the UK (1 CD, 2002) (also released as 2 CD version, see below)
- Marbles Live (2005)

### Vydání u Racket Records
- Live at the Borderline (Racket 1, 1992) – now repackaged as part of the Front Row Club
- Live in Caracas (Racket 2, 1992)
- Live in Glasgow (Racket 3, 1993) – now repackaged as part of the Front Row Club
- Tales From The Engine Room (Racket 7, 1998) – remix of This Strange Engine by The Positive Light (Marc Mitchell and Mark Daghorn)
- Marillion Rochester (2 CDs, Racket 8, 1998) – given away free to those who contributed to the "Tour Fund" for the 1997 American tour.
- Piston Broke (Album) (Racket 9, 1998)
- Unplugged at the Walls (2 CDs, Racket 10, 1999)
- marillion.zodiac (Racket 11, 1999)
- marillion.co.uk (Racket 12, 2000, reissued 2002 & 2005)
- How We Live: Dry Land (Racket 13, 1987)
- The Wishing Tree: Carnival of Souls (Racket 14, 2001)
- Crash Course - An Introduction to Marillion (Racket 15, 2001, reissued with different selections in 2002, 2004, and 2006)
- ReFracted! (2 CDs, Racket 17, 2001) (From Dusk 'til Dot volume 1 – The Making of Afraid Of Sunlight)
- Another DAT at the office (2 CDs, Racket 18, 2001) (From Dusk 'til Dot volume 2 – The Making of This Strange Engine)
- Anorak in the UK (2 CDs, 2002) (Double CD version of live album of same name, but does not contain 'Easter')
- Fallout (2 CDs, Racket 19 2002) (From Dusk 'til Dot volume 3 – The Making of Radiation)
- Caught in the Net (2 CDs, Racket 20, 2002) (From Dusk 'til Dot volume 4 – The Making of marillion.com)
- AWOL (Racket 21, 2002) (Sampler CD of the current band members' solo projects)
- Brave Live 2002 (Racket 22, 5 April 2002)
- View from the Balcony (Racket 23, 2003, reissued 2005, Front Row Club Sampler)
- Remixomatosis (Racket 24, different from proposed but abandoned 2004 retail album of the same name)
- Popular Music (2 CDs, Racket 25, 2005, audio companion to the 'Wish You Were Here' DVD Set
- Marbles by the Sea (Racket 25, 2005) (Live performances of Marbles from Marillion Weekend 2005)
- Unzipped (2 CDs, Racket 27, 2006) (The Making of Anoraknophobia)
- Smoke (Racket 28, 2006) (Sunday night 'Mellow' set from Marillion Weekend 2005)
- Mirrors (2 CDs, Racket 29, 2006) (Saturday night 'Party' set from Marillion Weekend 2005)
- Friends (Racket 30, 2007) (Saturday night 'Rarities and Covers' set from Marillion Weekend 2007)
- Family (2 CDs, Racket 31, 2007) (Sunday night 'Ultimate' set from Marillion Weekend 2007)

### Videa / DVDs
- Recital of the Script (1983, reissued on DVD 2003)
- Grendel/The Web EP (1984) – OUT OF PRINT
- 1982-1986 The Videos (1986) – OUT OF PRINT
- Sugar Mice/Incommunicado (1987)
- Live from Loreley (1987, reissued on DVD 2004)
- From Stoke Row To Ipanema ('A Year in the Life...') (1990, reissued on DVD 2003)
- A Singles Collection (US version: Six of One, Half-Dozen of the Other) (1992)
- Brave, the Movie (1995, reissued on DVD 2004)
- Shot in the Dark (2000, reissued on DVD 2002) – OUT OF PRINT
- The EMI Singles Collection (2002)
- Brave Live 2002 (2002) – SHORTLY OUT OF PRINT
- A Piss-Up in a Brewery (2002) – OUT OF PRINT
- Before First Light (2003)
- Christmas in the Chapel (2003)
- Marbles on the Road (2 DVDs, 2004)
- Wish You Were Here (4 DVDs, 2005)- OUT OF PRINT
- Colours and Sound (2 DVDs, 2006)
- Bootleg Butlins (2007)
- Something Else (2007, bonus DVD released with Somewhere Else)
- Somewhere In London (2 DVDs, 2007)

### Vánoční CDs
(Vydání zdarma pro členy fanklubu)
- Christmas 1998 Happy Christmas Everybody (1998)
- Christmas 1999 marillion.Christmas (1999)
- Christmas 2000 A Piss-up in a Brewery (2000) – Now repackaged as part of the Front Row Club
- Christmas 2001 A Very Barry Christmas (2001)
- Christmas 2002 Santa and his Elvis (2002)
- Christmas 2003 Say Cheese! (2003)
- Christmas 2004 Baubles (2004)
- Christmas 2005 Merry XMas to our Flock (2005)
- Christmas 2006 The Jingle Book (2006)
- Christmas 2007 Somewhere Elf (2007)

### Vydání u Front Row Club
Marillion následovali myšlenku King Crimson vydat záznamy nejlepších koncertních vystoupení, která byla pozoruhodná kvalitou vystoupení, kvalitou záznamu nebo výjimečná jiným způsobem a zasílali je zájemcům na základě předplatného.
- Front Row Club Issue 1 (FRC-1, Ludwigshalle, Dieburg, Germany, 9 November 1998)
- Front Row Club Issue 2 (FRC-2, The Academy, Manchester, England, 18 November 1999)
- Front Row Club Issue 3 (FRC-3, The Luxor, Arnhem, Netherlands, 25 June 1995)
- Front Row Club Issue 4 (FRC-4, The Borderline Club, London, England, 9 May 1992) – SOLD OUT
- Front Row Club Issue 5 (FRC-5, The Barrowlands, Glasgow, Scotland, 4 December 1989) – SOLD OUT
- Front Row Club Issue 6 (FRC-6, Michael Hunter, River, 1994) – SOLD OUT
- Front Row Club Issue 7 (FRC-7, Salle de Fetes Beaulieu, Lausanne, Switzerland, 19 October 1991)
- Front Row Club Issue 8 (FRC-8, Le Spectrum, Montreal, Canada, 6 September 1997) – SOLD OUT
- Front Row Club Issue 9 (FRC-9, Forum, London, England, 28 April 1996)
- Front Row Club Issue 10 (FRC-10, Moles Club, Bath, 12 December 1990)
- Front Row Club Issue 11 (FRC-11, Bass Brewery Museum, Burton-On-Trent England, 17 November 2000)
- Front Row Club Issue 12 (FRC-12, Sala Bikini Barcelona. Spain, 12 December 2000)
- Front Row Club Issue 13 (FRC-13, Ahoy Rotterdam, Netherlands, 29 September 1995)
- Front Row Club Issue 14 (FRC-14, The Ritz Roseville, MI, USA, 22 February 1990)
- Front Row Club Issue 15 (FRC-15, Curtain Call)
- Front Row Club Issue 16 (FRC-16, Ateneu Popular de Nou Barris Barcelona, Spain, 10 January 1998)
- Front Row Club Issue 17 (FRC-17, 013 Tilburg, Netherlands, 13 October 2001)
- Front Row Club Issue 18 (FRC-18, The E-Werk, Köln, Germany, 2 September 1992) – SOLD OUT
- Front Row Club Issue 19 (FRC-19, Civic, Wolverhampton, England, 4 November 1998) – SOLD OUT
- Front Row Club Issue 20 (FRC-20, Copenhagen, 28 May 1994)
- Front Row Club Issue 21 (FRC-21, London, 28 February 2001)
- Front Row Club Issue 22 (FRC-22, Utrecht, 29 May 1997)
- Front Row Club Issue 23 (FRC-23, Aylesbury, 30 April 2004) – SOLD OUT
- Front Row Club Issue 24 (FRC-24, Paris, 18 November 1998)
- Front Row Club Issue 25 (FRC-25, Mannheim, 4 December 1999)
- Front Row Club Issue 26 (FRC-26, Oxford, 25 July 1999)
- Front Row Club Issue 27 (FRC-27, Cambridge, 17 September 1995)
- Front Row Club Issue 28 (FRC-28, São Paulo, 5 October 1992)
- Front Row Club Issue 29 (FRC-29, Philadelphia, 9 October 2004) – SOLD OUT
- Front Row Club Issue 30 (FRC-30, Bielefeld, 20 March 1994)
- Front Row Club Issue 31 (FRC-31, Milwaukee, 20 September 1997)
- Front Row Club Issue 32 (FRC-32, Richmond, 3 August 2002) – SOLD OUT
- Front Row Club Issue 33 (FRC-33, Cologne, 24 July 1991)
- Front Row Club Issue 34 (FRC-34, Utrecht, 3 December 2005) – SOLD OUT
- Front Row Club Issue 35 (FRC-35, London, 5 December 2005) – Free bonus issue with FRC-34 – SOLD OUT
- Front Row Club Issue 36 (FRC-36, Bensacon, 5 October 1989)
- Front Row Club Issue 37 (FRC-37, New York City, 12 June 2005)
- Front Row Club Issue 38 (FRC-38, Warsaw, 22 May 2007)
- Front Row Club Issue 39 (FRC-39, Liverpool, 16 September 1991)
- Front Row Club Issue 40 (FRC-40, Amsterdam, December 2007)
- Front Row Club Issue 41 (FRC-41, Poughkeepsie, August 1995) – Download Only
- Front Row Club Issue 42 (FRC-42, San Francisco, September 2005) – Download Only

## Zajímavost
V létě 1989 prodával jistý Ludvík Suchý vstupenky na údajný koncert skupiny Marillion, který se měl konat v říjnu t. r. v Mariánském údolí. S vybranými penězi pak emigroval do Turecka. O případu vyšla kniha Aféra Marillion aneb Podfuk za milión (Studio dobré nálady, Brno 1993).